# Jean-Marie-Michel Blois
Jean-Marie-Michel Blois MEP (chiń. 衛忠藩; ur. 18 września 1881 w Machecoul, zm. 18 maja 1946 w Shenyangu) – francuski duchowny rzymskokatolicki, misjonarz, wikariusz apostolski Południowej Mandżurii i Mukdenu, arcybiskup Shenyangu.

## Biografia
18 września 1904 wstąpił do Towarzystwa Misji Zagranicznych w Paryżu. 28 maja 1905 otrzymał święcenia diakonatu, a 29 czerwca 1905 prezbiteriatu i został kapłanem swojego zgromadzenia. Następnie wyjechał na misje do Chin, gdzie został przydzielony do wikariatu apostolskiego Południowej Mandżurii. W 1919 powrócił do Paryża, gdzie został dyrektorem seminarium, jednak już w 1920 ponownie wyjechał do Mandżurii.
19 grudnia 1921 papież Benedykt XV mianował go wikariuszem apostolskim Południowej Mandżurii oraz 29 grudnia 1921 biskupem tytularnym lambezyjskim, które to informacje dotarły do Mandżurii 23 marca 1922. 28 maja 1922 w katedrze w Mukdenie przyjął sakrę biskupią z rąk wikariusza apostolskiego Taiku Floriana-Jeana-Baptisty Demange. Współkonsekratorami byli koadiutor wikariusza apostolskiego Seulu Émile-Alexandre-Joseph Devred MEP oraz koadiutor wikariusza apostolskiego Północnej Mandżurii Auguste-Ernest-Désiré-Marie Gaspais MEP. 3 grudnia 1924 jego tytuł zmieniono na wikariusz apostolski Mukdenu (Shenyangu).
Jego pontyfikat przypadł na trudną sytuację polityczną i niepokoje w Mandżurii targanej wojną i bandytyzmem. Z tych powodów nie był w stanie zapewnić obsady duszpasterskiej na dużym terytorium wikariatu, głównie w jego wschodniej części, będącej bastionem hunhuzów. Z powodu braku bezpieczeństwa zamykano klasztory i szkoły. Od 1927 napotykano systematyczny sprzeciw wobec budowy nowych szkół i kościołów. Po inwazji Japonii, w 1932 wikariat znalazł się na terenie Mandżukuo. Wobec ówczesnej sytuacji politycznej bp Blois zachowywał powściągliwość.
Aby zaradzić problemom bp Blois dbał o wzrost liczby księży, w tym kształcenie rodzimego duchowieństwa (w 1925 22 księży wikariatu pochodziło z miejscowej ludności) oraz napływ misjonarzy. Sprowadził do swojej misji inne zgromadzenia, które za jego pontyfikatu się uniezależniły poprzez podział wikariatu apostolskiego Mukdenu na trzy mniejsze wikariaty. Zapewniał obsługę duszpasterską wszystkim narodowościom, sprowadzając kapłanów znających japoński i koreański. Wspierał założone przez jego poprzednika Marie-Félixa Chouleta Zgromadzenie Sióstr Najświętszego Serca Maryi, dla którego w 1932 uzyskał zatwierdzenie Stolicy Apostolskiej. Kładł nacisk na kształcenie sióstr, w tym kierując je na studia medyczne.
W 1923 w Mukdenie otworzył kolegium francusko-chińskie, które pod naciskiem władz świeckich zamknięto w 1931, a w kolejnych latach szkołę dla dziewcząt oraz szkołę katechetystyczną. W miarę możliwości rozwijano również szkolnictwo na prowincji. W 1940 z powodów niepewności politycznej na terenie wikariatu apostolskiego Mukdenu utworzono seminarium dla wszystkich wikariatów w Mandżukuo.
11 kwietnia 1946 wikariat apostolski Mukdenu (Shenyangu) został podniesiony do rangi archidiecezji. Tym samym bp Blois został arcybiskupem Shenyangu. Pięć tygodni później, 18 maja 1946, zmarł na zawał serca.